# Апухтин, Александр Николаевич
Александр Николаевич Апухтин (25 декабря 1861) (6 января 1862) — 7 июля 1928, Ташкент) — русский военачальник, генерал-лейтенант, участник русско-японской и Первой мировой войн.

## Биография
Из потомственных дворян Смоленской губернии.
- 1 сентября 1878 — Вступил в службу.
- 1879 — Окончил Полоцкую военную гимназию.
- 1880 — Окончил 2-е Константиновское военное училище, выпущен подпоручиком в Санкт-Петербургский гренадерский полк.
- 30 августа 1884 — Поручик.
- 21 марта 1886 — Штабс-капитан за отличие.
- 1883—1886 — Учился в Николаевской Академии Генерального Штаба, окончил её по 1-му разряду.
- 25 ноября 1886 — Состоял при Варшавском военном округе. Старший адъютант штаба 23-й пехотной дивизии.
- 26 сентября 1889-11 октября 1890 — Цензовое командование ротой в л-гв. Резервном пехотном полку.
- 29 октября 1892 — Штаб-офицер для особых поручений при штабе 18-го армейского корпуса.
- 28 марта 1893 — Подполковник.
- 1 мая-1 сентября 1896 — Цензовое командование батальоном в 95-м пехотном Красноярском полку.
- 13 апреля 1897 — Полковник за отличие.
- 4 декабря 1899 — Начальник штаба 22-й пехотной дивизии.
- 13 декабря 1902 — Командир 88-го пехотного Петровского полка. Командуя полком, участвовал в русско-японской войне.
- 4 октября 1904 — В бою за овладение сопками Путиловской и Новгородской, ведя полк в атаку, был ранен в ногу ружейной пулей с раздроблением кости.
- 9 марта 1905 — Генерал-майор за отличие. Командир 2-й бригады 61-й пехотной дивизии.
- 6 июля 1905 — Прикомандирован к Главному Штабу. Был одним из авторов «Военной энциклопедии Сытина»[3].
- 27 января 1906 — Командир 1-й бригады 24-й пехотной дивизии.
- 28 февраля-7 мая 1906 — Начальник Венденского отдела Лифляндской губернии.
- 18 июля 1914 — Командующий 68-й пехотной дивизией.
- 30 сентября 1914 — Генерал-лейтенант с утверждением в должности начальника 68-й пехотной дивизии.
- 30 января 1915 — Предоставлены права командующего отдельным корпусом.

После того, как все попытки вторжения новой 10-й армии в Восточную Пруссию через её южные границы провалились, верховным руководством был задуман план по захвату самой северной части провинции, чтобы таким «покорением» германских земель улучшить в России общественное мнение о ходе войны. Для этого была создана, так называемая, Риго-Шавлинская группа, которая состояла из частей 68-й резервной дивизии и пограничных войск, под командованием генерала Апухтина, начавшего наступление своих войск одновременно на Мемель и Тильзит, где-то примерно в середине марта. Мемельский инцидент уже был подробно описан. В то время, когда русские вели себя подобно гуннам, главные силы генерала Апухтина появились 18 марта у Тауроггена, в котором находилось только 14 германских ландштурменных рот. Поэтому германские войска оказались в довольно трудном положении, так как против них действовали восемь русских батальонов входящих в состав пехотных полков 269 и 270, усиленные пограничными частями и 20-ю орудиями. Оба фланга оказались под угрозой окружения, поэтому ландштурмистам пришлось прорываться с боями к Лаугсзаргену, для того чтобы не оказаться в полном окружении. На левом фланге ландштурменная рота под руководством графа Хагена была в отчаянном положении. Но окружённые со всех сторон русскими, ландштурмисты всё-таки прорвались сквозь кольцо, при этом ещё взяв в плен 50 русских.— Ж-л War Chronicle, апрель 1915
- 22 апреля 1917 — В резерве чинов Петроградского военного округа.
- 9 марта 1918 — Уволен от военной службы.
- 1918 — По мобилизации вступил в РККА. Служил в Главархиве.
- 1922 — Профессор кафедры военного искусства в Среднеазиатском университете, преподаватель военной истории в военной школе и школе востоковедения.

Скончался 7 июля 1928 года в Ташкенте, похоронен там же.

## Награды
- Орден Святого Станислава 3-й степени (1889)
- Орден Святой Анны 3-й степени (1892)
- Орден Святого Станислава 2-й степени (1896)
- Орден Святой Анны 2-й степени (1901)
- Орден Святого Владимира 4-й степени (6.12.1904)
- Золотое оружие «За храбрость» (ВП 3.3.1905) за отличие в делах против японцев
- Орден Святого Владимира 3-й степени (18.5.1906) — орден вручен лично Его Императорским Величеством.
- мечи к ордену Святого Владимира (31.5.1906)
- Орден Святого Станислава 1-й степени (6.12.1908)
- Орден Святой Анны 1-й степени (14.4.1913)
- мечи к ордену Святой Анны 1-й степени (14.1.1915)
- Орден Святого Владимира 2-й степени с мечами (9.4.1915)
- Орден Святого Станислава 1-й степени (8.7.1916)

## Семья
Был женат на Варваре Петровне Араповой (1868—1936). Их дети:
- Николай (1889—1938) — полковник лейб-гвардии 4-го стрелкового полка, георгиевский кавалер.
- Сергей (1893—1969) — полковник лейб-гвардии Петроградского полка, георгиевский кавалер, участник Белого движения.
- Владимир (1896—1975) — штабс-капитан лейб-гвардии 4-го стрелкового полка, георгиевский кавалер, участник Белого движения.
- Ольга (1887—1978), в замужестве Третьякова. В эмиграции во Франции.
- Ирина (1891—?)